# 穗積
穗積（日语：穂積，10月28日—）是日本漫畫家，出生于神奈川縣。

## 經歷
2010年以〈婚禮的前一天〉獲得月刊flowers Comic Audition銀之花賞，該短篇於同年刊登於11月號增刊《凛花》，從而出道。與出道作同名的短篇集，於2012年獲得《這本漫畫真厲害！2013》女性篇第二名，翌年獲得第4屆Booklog大賞之漫畫部門賞。
作品《再見了，魔法師》獲得《這本漫畫真厲害！2014》女性篇第一名。

## 作品列表
- 婚禮的前一天（式の前日）（2012年、全1卷）
- 再見了，魔法師（さよならソルシエ）（2013年、全2卷）
- 失物旅館（うせもの宿）（2014年 - 2015年、全3卷）
- 我的喬凡尼（僕のジョバンニ）（2016年 - 連載中、出版5卷）

單行本未收錄作品
- （《月刊flowers》2012年1月号 - 3月号、全3話） - 初連載作品
- （《月刊flowers》2014年1月号）